# Aspar Team
Aspar Team è una squadra spagnola di motociclismo sportivo nata nel 1992 ad opera dell'ex pilota e quattro volte campione del mondo Jorge Martínez. Nel 2018 e nel 2019 prese il nome di Ángel Nieto Team.

## Storia

### La fondazione
Già prima del suo ritiro dalle competizioni del motomondiale avvenuto nel 1997, Martínez allestì una squadra che divenne operativa nel motomondiale 1993 schierando una Honda nella classe 125; con questa moto il pilota spagnolo giunse all'ottavo posto in classifica generale. Già dall'anno successivo e per due anni, dopo essere passato dall'utilizzo di modelli Honda a quelli della Yamaha, le moto schierate divennero stabilmente due, essendosi affiancando al team manager il pilota giapponese Yoshiaki Katō. Nel 1996 il team passò poi a gestire delle Aprilia.
Nel primo anno di gare dopo il ritiro dalle stesse del fondatore, il pilota del team fu lo spagnolo Jerónimo Vidal, vincitore del titolo nazionale spagnolo della classe 125 proprio con il team di Martínez.

### I titoli nella Classe 125
Nonostante la partecipazione del team si estese, con il passare delle stagioni, a tutte le classi del motomondiale, la classe di minor cilindrata fu sempre quella che diede maggiori soddisfazioni alla squadra: nella categoria ottenne quattro titoli iridati, grazie ad Álvaro Bautista nel motomondiale 2006, a Gábor Talmácsi nel 2007,  a Julián Simón nel 2009 e a Nicolás Terol nel 2011 tutti con motociclette Aprilia. Altri risultati di rilievo sono stati le due vittorie del campionato europeo 125 GP (nel 1992 e nel 1994 ad opera di Juan Bautista Borja e dello stesso "Aspar" Martínez), di quattro titoli spagnoli in 125 e di uno in 250. Da ricordare anche numerosi altri piloti di prestigio che si susseguirono all'interno del box di Jorge Martínez, come ad esempio: Emilio Alzamora, Alex Debón, Randy de Puniet, Toni Elías, Sebastián Porto e Arnaud Vincent. 

### Anni 2010
A partire dal 2010 ha allargato le sue partecipazioni anche alla MotoGP con una Ducati Desmosedici affidata a Héctor Barberá; alla sua prima partecipazione è giunto al nono posto nella classifica dedicata ai team. Sempre nel 2010 partecipa al nascente campionato di Moto2 schierando da prima l'italiana RSV DR600, per passare a stagione in corso alla motocicletta Suter MMX. Il pilota Julián Simón, pur non vincendo gran premi, si laurea vicecampione della nuova classe intermedia con 201 punti e otto piazzamenti a podio.

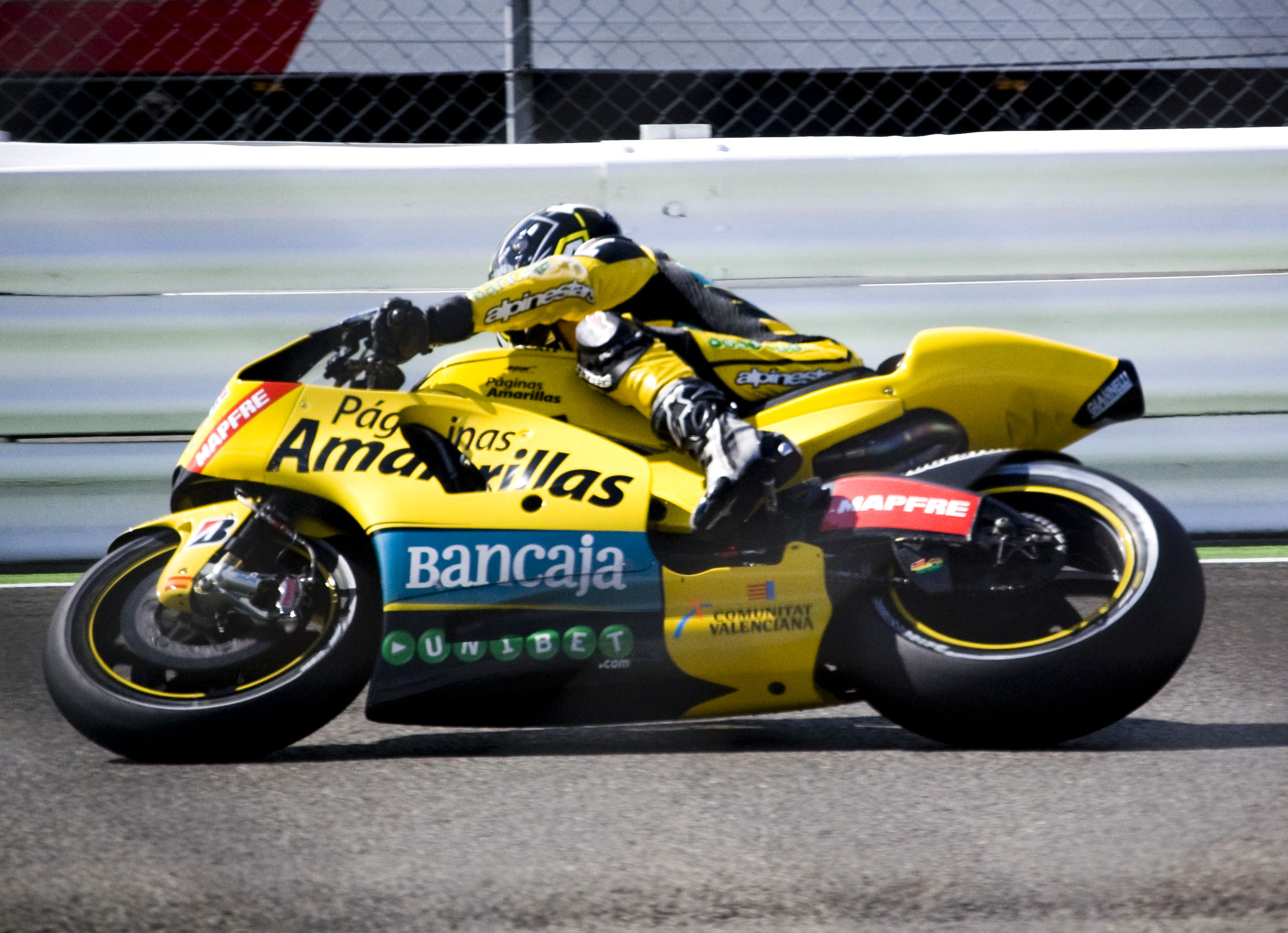
Héctor Barberá, in pista al Gran Premio di Gran Bretagna del 2010.

La stessa accoppiata moto/pilota si è ripresentata anche l'anno successivo al via della classe MotoGP. In Moto2 schiera ancora motociclette Suter ma non ottiene risultati di rilievo, a parte un secondo posto di Julián Simón al Gran Premio di Portogallo. Nel motomondiale 2012 il team schiera due ART GP12 (moto appartenente alla categoria CRT) con piloti Randy de Puniet e Aleix Espargaró. Dopo aver vinto l'ultimo titolo della classe 125 nel 2011, il team passa alla nascente Moto3, mettendo in pista motociclette Kalex motorizzate KTM. Nella stagione d'esordio ottiene tre vittorie con i piloti Luis Salom e Jonas Folger. Per quanto concerne la classe intermedia, la Moto2, il team continua a schierare motociclette Suter.
Nel motomondiale 2013 per quanto concerne la MotoGP il team schiera gli stessi piloti e la stessa moto, in versione GP13. Aleix Espargaró si classifica 11º in campionato, primo dei piloti alla guida di una moto CRT con 93 punti. La squadra si piazza settima in classifica con 129 punti. In Moto2 schiera ancora motociclette Suter andando ad ottenere le prime vittorie di categoria con Nicolás Terol e Jordi Torres. Nella Moto3 Schiera ancora motociclette Kalex-KTM, senza ottenere vittorie.
Nel motomondiale 2014 avviene un cambio nella squadra MotoGP: si passa alle motociclette Honda RCV1000R in configurazione open. Come piloti il team punta su due campioni del mondo: l'ex iridato MotoGP Nicky Hayden e l'ultimo campione della classe 250 Hiroshi Aoyama, quest'ultimo chiude il campionato in 14ª posizione con 68 punti ma è l'unico pilota a portare a termine tutti i 18 gran premi in calendario, mancando la zona punti solo ad Assen dove si classifica 16º. Nella classe intermedia il team schiera ancora motociclette Suter. Ottiene solo qualche punto. Nella Moto3, correndo con moto Kalex-KTM, non ottiene risultati di rilievo.
Nel motomondiale 2015 classe MotoGP il team schiera la nuova Honda RCV213-RS, in configurazione Open. Confermato Hayden, si unisce al team Eugene Laverty, proveniente dal mondiale Superbike, che rileva il posto di Aoyama. Il team non partecipa alla classe Moto2, mentre nella Moto3 si assiste ad un cambio di moto, abbandonate le Kalex-KTM, vengono messe in pista tre motociclette Mahindra MGP3O, affidate agli spagnoli Juanfran Guevara, Jorge Martín e all'italiano Francesco Bagnaia. In occasione del Gran Premio Francia Moto3, Francesco Bagnaia riporta il team sul podio di un GP iridato piazzandosi al terzo posto.
Nel motomondiale 2016 si assiste ad un cambio di moto sul fronte Moto GP, vengono schierate infatti due Ducati Desmosedici in versione GP14, riadattate ai nuovi regolamenti. Queste moto sono affidate al confermato Eugene Laverty e al colombiano Yonny Hernández proveniente dal team Pramac Racing. In Moto3 vengono schierate ancora le Mahindra, passando però da tre a due moto, affidate ai confermati Martín e Bagnaia, proprio quest'ultimo ottiene un altro podio nella gara inaugurale della stagione in Qatar e la prima vittoria della Mahindra nel motomondiale durante il GP d'Olanda.

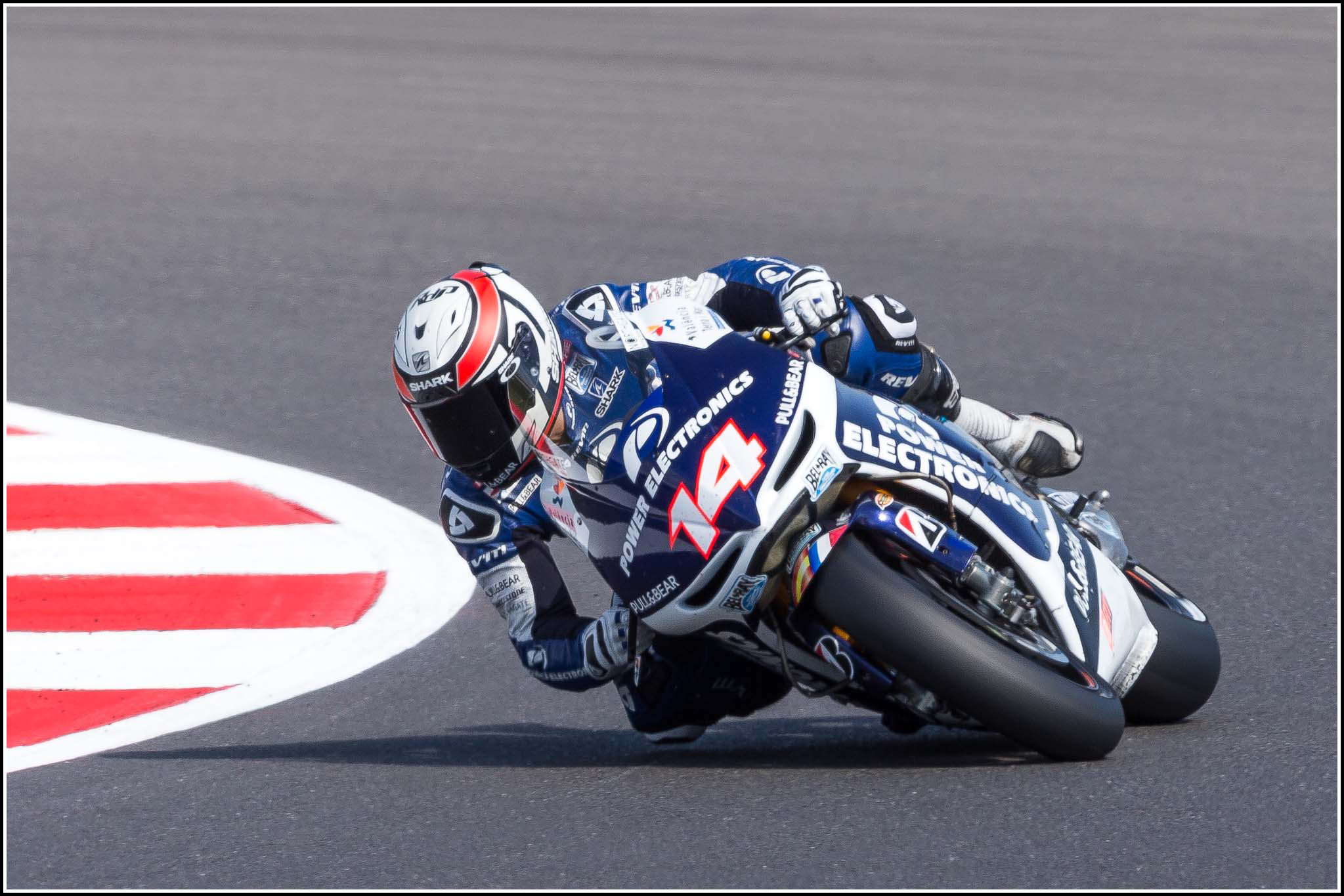
Randy De Puniet, in pista nelle prove libere del Gran Premio di Gran Bretagna del 2013.

Nel motomondiale 2017 si assiste ad un cambio totale di piloti da parte del team. Nella classe Moto3 Francesco Bagnaia lascia il team per trasferirsi in Moto2 allo SKY Racing Team VR46, mentre Jorge Martín rimane nella stessa classe ma si accasa al team Gresini Racing. Al loro posto vengono ingaggiati l'italiano Lorenzo Dalla Porta e lo spagnolo Albert Arenas. Sia Laverty che Hernandez lasciano la MotoGP, il primo ritorna nel campionato mondiale Superbike il secondo si accasa in Moto2 all'AGR Team. Al loro posto vengono ingaggiati, alla guida delle Ducati Desmosedici, il ceco Karel Abraham, al rientro dopo una stagione nel mondiale Superbike, e il pilota spagnolo Álvaro Bautista.
Il 26 dicembre 2017 il team annuncia di aver cambiato il nome in "Ángel Nieto Team" in memoria del campione spagnolo Ángel Nieto scomparso nell'agosto dello stesso anno.
Nel 2018 il team schiera gli stessi piloti della stagione precedente in MotoGP, anche le prestazioni rimangono in linea con quelle del 2017. In occasione del Gran Premio d'Australia corre l'australiano Mike Jones, in sostituzione di Bautista, passato al team ufficiale Ducati per sostituire a sua volta l'infortunato Jorge Lorenzo. Nella classe Moto3 il team mette in pista due KTM RC 250 GP affidate ad Albert Arenas e Andrea Migno che ottengono una doppietta in occasione del Gran Premio di Francia. Un altro successo arriva in occasione del Gran Premio d'Australia.
Il 2019, pur senza partecipare alla MotoGP, vede il team gareggiare in tre distinte categorie: In Moto2 si schiera con Xavier Cardelús e Jake Dixon, in Moto3 con gli spagnoli Raúl Fernández e Albert Arenas, con quest'ultimo che ottiene l'unico successo stagionale nel Gran Premio di Thailandia, oltre alla neonata MotoE. A fine della stagione 2019, viene annunciato che la squadra riprende la denominazione originale di Aspar Team. Nel 2020 ottiene il titolo della Moto3 con lo spagnolo Albert Arenas. In Moto2, dopo il ritiro di KTM dalla categoria, si schiera con motociclette Speed Up ottenendo una pole position con l'esordiente Arón Canet.

### Anni 2020
Nel 2021 in Moto2 il team gareggia con due Boscoscuro B-21 (nuova denominazione delle motociclette prodotte da Speed Up). Al confermato Canet viene affiancato Albert Arenas campione uscente della Moto3 sempre con Aspar. Canet ottiene cinque piazzamenti a podio classificandosi sesto e risultando il miglior pilota dell'anno tra quelli che non utilizzano una Kalex, mentre Arenas è ventunesimo. Nella Moto3 il team porta all'esordio la casa motociclistica spagnola Gas Gasː vengono infatti schierate due Gas Gas RC 250 GP, due KTM rimarchiate.. La coppia di piloti scelta è composta Sergio García e dall'esordiente Izan Guevara. La stagione si rivela positiva, García rimane in corsa per il titolo per buona parte del campionato e chiude terzo con tre vittorie all'attivo. Guevara vince il suo primo Gran Premio in Texas chiudendo all'ottavo posto. A fine stagione il team ottiene il secondo posto in classifica a squadre.
Nella 2022 il team conferma i piloti della stagione precedente in Moto3; Guevara vince il titolo e García è vice-campione, portando così, con due sole moto, il titolo costruttori a GasGas. Il successo stagionale è completato dal primo posto nella classifica a squadre. In Moto2 la coppia di piloti è composta da Jake Dixon e Albert Arenas. Dixon ottiene la sua prima pole position in occasione del Gran Premio dell'Indonesia, mentre al Gran Premio di Austin sale per la prima volta sul podio in Moto2, conquista altri cinque piazzamenti a podio chiudendo la stagione al sesto posto. Per Arenas il miglior risultato stagionale è il quarto posto al Gran Premio di Misano, e chiude dodicesimo in classifica, mentre per il team è quarto posto in classifica a squadre.
In Moto2 concorre per il titolo con il confermato Dixon (vincitore di due Gran Premi) mentre l'esordiente Izan Guevara ottiene qualche punto. Anche in Moto3 il team ha avuto un pilota in corsa per il titoloː l'esordiente David Alonso che si impone in quattro gare, chiude terzo e miglior Rookie. Con i punti del compagno di squadra Ryusei Yamanaka Aspar chiude al quarto posto nella classifica a squadre.
Nel 2024 Aspar gareggia con CFMoto in Moto3 e, al confermato Alonso, viene affiancato lo spagnolo Joel Esteban. Il colombiano è autore di una stagione difficilmente replicabile, laddove con quattordici vittorie senza mancare mai la zona punti, vince praticamente da solo oltre al titolo piloti, anche la classifica costruttori e quella a squadre. In Moto2 vengono confermati i piloti dell'annata precedente, con Guevara che conquista il primo podio nella classe intermedia e Dixon autore di due vittorie.

### MotoE
Due moto di Aspar permettono a María Herrera e Nicolás Terol di partecipare all'edizione inaugurale della coppa del mondo di MotoE, chiudendo rispettivamente al quattordicesimo e dodicesimo posto in classifica. Nel 2020 Alejandro Medina e la confermata María Herrera si piazzano tredicesimo e diciassettesima. L'anno successivo alla confermata María Herrera, che chiude quindicesima, viene affiancato Fermín Aldeguer che chiude nono ed ottiene una pole position in Austria. Nel 2022 il team si schiera con la confermata María Herrera e Marc Alcoba che si piazzano rispettivamente al diciassettesimo e tredicesimo posto in classifica. Nel 2023, per quanto concerne la MotoE, alla confermata María Herrera viene affiancato Jordi Torres che concorrerà per il titolo fino al termine della stagione. Torres è secondo in campionato mentre Herrera è diciottesima. Nella prima edizione della classifica a squadre Aspar Team si piazza al sesto posto. Nel 2024 la squadra chiude al terzo posto in MotoEcon Jordi Torres sesto e Kevin Zannoni quarto, autore di due vittorie.

## Risultati del team in MotoGP
Diversamente dalla classifica costruttori, i punti e il risultato finale sono la somma dei punti ottenuti dai piloti della squadra e il risultato finale si riferisce al team, non al costruttore.
| Anno | Moto               | Gomme | Piloti         |    |    |   |    |    |    |    |   |     |   |    |   |    |    |    |    |    |   |  | Punti | Pos. |
| ---- | ------------------ | ----- | -------------- | -- | -- | - | -- | -- | -- | -- | - | --- | - | -- | - | -- | -- | -- | -- | -- | - |  | ----- | ---- |
| 2010 | Ducati Desmosedici | B     | Héctor Barberá | 12 | 13 | 8 | 12 | 11 | 12 | 10 | 9 | Rit | 9 | 10 | 9 | 11 | 13 | 11 | 14 | 10 | 8 |  | 90    | 9º   |

| Anno | Moto               | Gomme | Piloti         |    |   |     |   |    |    |    |   |    |   |    |     |   |   |     |     |    |    |  | Punti | Pos. |
| ---- | ------------------ | ----- | -------------- | -- | - | --- | - | -- | -- | -- | - | -- | - | -- | --- | - | - | --- | --- | -- | -- |  | ----- | ---- |
| 2011 | Ducati Desmosedici | B     | Héctor Barberá | 12 | 6 | Rit | 9 | 11 | 11 | 12 | 7 | 11 | 9 | 10 | Rit | 9 | 8 | Rit | Inf | AN | 11 |  | 82    | 7º   |
| 2011 | Ducati Desmosedici | B     | Damian Cudlin  |    |   |     |   |    |    |    |   |    |   |    |     |   |   |     | NP  |    |    |  | 82    | 7º   |

| Anno | Moto     | Gomme | Piloti          |    |     |    |     |    |    |     |    |    |    |     |    |     |    |     |     |    |    |  | Punti | Pos. |
| ---- | -------- | ----- | --------------- | -- | --- | -- | --- | -- | -- | --- | -- | -- | -- | --- | -- | --- | -- | --- | --- | -- | -- |  | ----- | ---- |
| 2012 | ART GP12 | B     | Randy de Puniet | 13 | Rit | 13 | Rit | 15 | 12 | 8   | 11 | 12 | 11 | Rit | 8  | 9   | 11 | Rit | Rit | 11 | 12 |  | 136   | 6º   |
| 2012 | ART GP12 | B     | Aleix Espargaró | 15 | 12  | 12 | 13  | 13 | 11 | Rit | 13 | 13 | 9  | 10  | 10 | Rit | 10 | 12  | 8   | 10 | 11 |  | 136   | 6º   |

| Anno | Moto     | Gomme | Piloti          |    |    |     |     |    |     |    |    |     |     |    |    |    |    |    |    |     |     |  | Punti | Pos. |
| ---- | -------- | ----- | --------------- | -- | -- | --- | --- | -- | --- | -- | -- | --- | --- | -- | -- | -- | -- | -- | -- | --- | --- |  | ----- | ---- |
| 2013 | ART GP13 | B     | Aleix Espargaró | 11 | 11 | 9   | 13  | 8  | 8   | 8  | 8  | Rit | 12  | 10 | 10 | 13 | 11 | 9  | 11 | Rit | 11  |  | 129   | 7º   |
| 2013 | ART GP13 | B     | Randy de Puniet | 12 | 14 | Rit | Rit | 11 | Rit | 12 | 12 | Rit | Rit | 15 | 16 | 17 | 13 | 12 | 10 | 13  | Rit |  | 129   | 7º   |

| Anno | Moto           | Gomme | Piloti         |    |    |    |    |     |    |    |    |    |     |     |     |     |   |    |    |     |    |  | Punti | Pos. |
| ---- | -------------- | ----- | -------------- | -- | -- | -- | -- | --- | -- | -- | -- | -- | --- | --- | --- | --- | - | -- | -- | --- | -- |  | ----- | ---- |
| 2014 | Honda RCV1000R | B     | Nicky Hayden   | 8  | 11 | 11 | 11 | Rit | NP | 13 | 17 | 14 | Inf | Inf | Inf | Inf | 9 | 14 | 10 | Rit | 13 |  | 116   | 9º   |
| 2014 | Honda RCV1000R | B     | Leon Camier    |    |    |    |    |     |    |    |    |    | Rit | 15  | 16  | 16  |   |    |    |     |    |  | 116   | 9º   |
| 2014 | Honda RCV1000R | B     | Hiroshi Aoyama | 11 | 12 | 10 | 12 | 14  | 14 | 15 | 16 | 12 | 10  | 13  | 14  | 12  | 8 | 13 | 8  | 11  | 15 |  | 116   | 9º   |

| Anno | Moto            | Gomme | Piloti         |    |    |    |    |    |     |     |     |    |    |     |    |    |    |    |     |    |     |  | Punti | Pos. |
| ---- | --------------- | ----- | -------------- | -- | -- | -- | -- | -- | --- | --- | --- | -- | -- | --- | -- | -- | -- | -- | --- | -- | --- |  | ----- | ---- |
| 2015 | Honda RC213V-RS | B     | Nicky Hayden   | 17 | 13 | 16 | 17 | 11 | Rit | Rit | 16  | 16 | 16 | 17  | 12 | 17 | 15 | 13 | Rit | 16 | 17  |  | 25    | 12º  |
| 2015 | Honda RC213V-RS | B     | Eugene Laverty | 18 | 16 | 17 | 18 | 14 | 15  | 12  | Rit | 17 | 19 | Rit | 17 | 19 | 14 | 17 | 19  | 19 | Rit |  | 25    | 12º  |

| Anno | Moto               | Gomme | Piloti          |     |     |    |    |     |    |    |     |    |    |    |    |    |    |     |    |     |     |  | Punti | Pos. |
| ---- | ------------------ | ----- | --------------- | --- | --- | -- | -- | --- | -- | -- | --- | -- | -- | -- | -- | -- | -- | --- | -- | --- | --- |  | ----- | ---- |
| 2016 | Ducati Desmosedici | M     | Eugene Laverty  | 12  | 4   | 12 | 9  | 11  | 13 | 13 | 7   | 11 | 18 | 6  | 12 | 14 | 14 | Rit | 14 | 12  | 16  |  | 97    | 10º  |
| 2016 | Ducati Desmosedici | M     | Yonny Hernández | Rit | Rit | 14 | 15 | Rit | 16 | 17 | Rit | 18 | 17 | 11 | 11 | 16 | 16 | 12  | 13 | Rit | Rit |  | 97    | 10º  |

| Anno | Moto               | Gomme | Piloti          |     |    |     |     |     |    |    |     |    |     |    |    |    |     |     |    |     |     |  | Punti | Pos. |
| ---- | ------------------ | ----- | --------------- | --- | -- | --- | --- | --- | -- | -- | --- | -- | --- | -- | -- | -- | --- | --- | -- | --- | --- |  | ----- | ---- |
| 2017 | Ducati Desmosedici | M     | Álvaro Bautista | Rit | 4  | 15  | Rit | Rit | 5  | 7  | Rit | 6  | Rit | 8  | 10 | 12 | 8   | Rit | 17 | 11  | Rit |  | 107   | 9º   |
| 2017 | Ducati Desmosedici | M     | Karel Abraham   | 14  | 10 | Rit | 15  | Rit | 16 | 14 | 7   | 17 | 13  | 14 | 13 | 17 | Rit | Rit | 14 | Rit | 14  |  | 107   | 9º   |

| Anno | Moto               | Gomme | Piloti          |    |    |     |    |     |     |    |     |    |    |    |    |    |     |    |     |        |     |     | Punti | Pos. |
| ---- | ------------------ | ----- | --------------- | -- | -- | --- | -- | --- | --- | -- | --- | -- | -- | -- | -- | -- | --- | -- | --- | ------ | --- | --- | ----- | ---- |
| 2018 | Ducati Desmosedici | M     | Álvaro Bautista | 13 | 16 | 15  | 8  | Rit | 9   | 9  | 9   | 5  | 9  | 10 | AN | 9  | Rit | 8  | 5   | [ 30 ] | 7   | Rit | 104   | 8º   |
| 2018 | Ducati Desmosedici | M     | Mike Jones      |    |    |     |    |     |     |    |     |    |    |    |    |    |     |    |     | 18     |     |     | 104   | 8º   |
| 2018 | Ducati Desmosedici | M     | Karel Abraham   | 15 | 20 | Rit | 18 | 17  | Rit | 13 | Rit | 18 | 18 | 21 | AN | 20 | 15  | 17 | Rit | 11     | Rit | 14  | 104   | 8º   |

| Legenda | 1º posto        | 2º posto            | 3º posto            | A punti      | Senza punti        | Grassetto – Pole position Corsivo – Giro più veloce |
| Legenda | Gara non valida | Non qual./Non part. | Ritirato/Non class. | Squalificato | '-' Dato non disp. | Grassetto – Pole position Corsivo – Giro più veloce |